# Carlo Zannetti
Carlo Zannetti (né le 10 mars 1960 à Ferrare) est un compositeur et guitariste italien.

## Biographie
Carlo Zannetti commence à jouer en 1982 En 1995, il publie son premier album Carlo Zannetti, distribué dans tout le pays par Venus Distribuzioni de Milan. En 1997, il publie son deuxième album, Ulisse, en 2000, également distribué dans tout le pays par Venus Distribuzioni de Milan. Passionné de musique internationale, en particulier celle des années 1960 et 1970, il est souvent l'invité régulier de plusieurs programmes télévisés diffusés par les chaînes Lombardia TV, CafèTV24, Canale Italia, animateur d'une série d'émissions radiophoniques hebdomadaires diffusées sur Radio Genius et consacrées à l'histoire des Beatles, et il publie également une quarantaine de récits biographiques dans les journaux ci-dessous en hommage à certains des artistes les plus importants de cette période.
Il est finaliste du festival international Carbunari organisé par Muzeul Florean en Roumanie en 2008 avec la chanson Tic-tac d'autore qu'il a composée. Tout au long de sa carrière, il participe également avec ses propres chansons à d'autres festivals internationaux,,.
En 2010, il rejoint la présidence nationale de l'association nationale des artistes (AssoArtisti), un organe de Confesercenti, puis occupe le rôle de directeur national adjoint et de coordinateur d'AssoArtisti pour la région Vénétie pendant plusieurs années,. En 2011, il accompagne avec sa guitare le duo Jalisse lors de leur tournée italienne, entamant ainsi un important partenariat artistique qui dure depuis des années avec Fabio Ricci et Alessandra Drusian. La même année, il collabore avec Eugenio Finardi, Andrea Mirò, Enrico Ruggeri et Chiara Canzian à la série de concerts organisés à Monselice du 9 au 18 septembre à l'occasion du 50e anniversaire d'Amnesty International (Human Rights International Tour). Toujours en 2011, il est récompensé par la chanteuse Elisa avec une mention spéciale pour sa composition de la musique pour piano de la chanson Storia di un incompreso, prix décerné lors de la finale du Concours musical de la vie civile organisé par la région Vénétie,.
En 2012, il collabore avec Enrico Ruggeri en tant qu'écrivain, en organisant les présentations de son livre Che giorno sarà. Il est directeur interrégional du Cantagiro 2013 d'Ezio Radaelli, en collaboration avec Jimmy Fontana et Dario Salvatori. En 2014, il collabore avec Sonohra, en les accompagnant également sur scène, lors du concert pro Lega Nazionale Fibrosi Cistica Veneto organisé au Teatro San Marco de Vicenza. En avril 2015, son premier livre Il paradiso di Levon,, est publié par la maison d'édition Anordest. En 2016, il sort en numérique son troisième album Vincimi, signe son deuxième livre La giravolta di Loris, publié par Giovanelli Edizioni et commence également à collaborer en tant que chroniqueur avec le journal Il Gazzettino et avec la version en ligne du journal Il Popolo Veneto. En juin 2017, avec Marco Ferradini, Statuto et Francesco Venuto, il participe au projet musical Il Cipresso Infinito. Bambini e big della musica italiana uniti per la pace, sous le patronage de la municipalité de Montegrotto Terme,. La même année, il publie son troisième livre, Il tormento del talento, suivi de la deuxième partie, publiée l'année suivante,.
Précédé du single Susy per sempre,, l'album Vola il mio cuore sort en 2019,,. Il est par la suite guitariste et arrangeur de la chanson All In Better Times,, ainsi que l'auteur de Tournée,, Rubi il mio cuore,,, Indiano,, et Mondo dove sei,, les derniers singles de Bobby Solo sortis au cours de 2022 et 2023 par le label discographique Videoradio.
Avec George Aaron (interprète principal et co-compositeur), il écrit la chanson Un amore nel cuore sortie en avril 2024 chez Videoradio,,. Parallèlement, Carlo Zannetti collabore avec Anita Campagnolo à l'enregistrement de la version remixée d'Anna, le nouveau single de la chanteuse italienne,,.

## Discographie

### Albums studio
- 1995 : Carlo Zannetti
- 1997 : L'Ulisse del 2000

### EP
- 2016 : Vincimi
- 2019 : Vola il mio cuore

### Singles
- 2016 : L'Ulisse del 2000
- 2016 : Tic-tac d'autore
- 2016 : Ma tu lo sai
- 2016 : Oppure no
- 2016 : L'importante
- 2016 : Anna
- 2017 : Tutto quello che non c'è
- 2017 : Notti meravigliose
- 2018 : Susy per sempre